# Херман II (Тюрингия)
Херман II (на немски: Hermann II, * 28 март 1222, Кройцбург, † 3 януари 1241, Кройцбург) от род Лудовинги, е ландграф на Тюрингия от 1227 до 1241 г.

## Биография
Той е единственият син на ландгрраф Лудвиг IV Светия († 1227) и на Света Елисавета († 1231), дъщеря на унгарския крал Андраш II и Гертруда от Андекската династия.
През 1227 г. той е на 5 години и последва официално баща си в Ландграфство Тюрингия, който същата година умира по пътя за Светите земи, под опекунството и регентството на чичо му Хайнрих Распе IV до 1239 г.
През 1238/1239 г. Херман е за кратко сгоден за Маргарета Хоенщауфен (* края на 1237, † 8 август 1270, Франкфурт на Майн), дъщеря на император Фридрих II Хоенщауфен Рожер. На 9 октомври 1239 г. Херман II се жени за Хелена фон Брауншвайг-Люнебург (* 18 март 1223, † 6 септември 1273), дъщеря на Ото I Детето от фамилията на Велфите и на Матилда фон Бранденбург († 10 юни 1261), дъщеря на Албрехт II, маркграф на Бранденбург (1205 – 1220) от фамилията Аскани. Бракът е бездетен.
През 1241 г. Херман умира само на 19 години. Някои историци предполагат, че е отровен. Той няма деца. Погребан е в манастир Рейнхардсбрун при Гота, домашният манастир на Лудовингите. Вдовицата му се омъжва през 1247/1248 г. за херцог Албрехт I от Саксония-Витенберг († 8 декември 1260).
През 1241 г. той е последван от Хайнрих Распе IV.

## Титли на Херман II
- 1227 титулар-маркграф на Майсен
- 1234 граф на Хесен-Гуденсберг
- 1238 ландграф на Тюрингия